# Stora Kils församling
Stora Kils församling är en församling i Södra Värmlands kontrakt i Karlstads stift. Församlingen ligger i Kils kommun i Värmlands län och ingår i Kils pastorat.

## Administrativ historik
Församlingen har medeltida ursprung. Före 1 januari 1886 (namnet ändrades enligt beslut den 17 april 1885) var namnet Kils församling.
Församlingen utgjorde tidigt ett eget pastorat för att från senast från 1500-talet till 1 maj 1882 vara moderförsamling i pastoratet Kil, Frykerud, Övre Ullerud och Nedre Ullerud och som även omfattade Nyeds församling mellan 1595 och 15 februari 1608 och Ransäters församling från 1672. Från 1 maj 1882 var församlingen moderförsamling i pastoratet Stora Kil och Frykerud som från 1992 även omfattar Boda församling. Pastoratet namnändrades 2015 till Kils pastorat.

## Organister
| Period    | Namn               | Levnadstid | Övrigt               |
| --------- | ------------------ | ---------- | -------------------- |
| 1854-1883 | Johannes Andersson | 1825-1884  | Organist             |
| 1884-1891 | Erland Lundqvist   | 1856-      | Organist             |
| 1894-     | Gustav Moberg      | 1866-1951  | Organist, överlärare |

## Kyrkor
- Stora Kils kyrka
- Närhetens kyrka